# Praxelis clematidea
Praxelis clematidea là một loài thực vật có hoa trong họ Cúc. Loài này được (Griseb.) R.M.King & H.Rob. miêu tả khoa học đầu tiên năm 1970.